# Старая Бесовка
Старая Бесовка — село в Новомалыклинском районе Ульяновской области России. Входит в состав Среднесантимирского сельского поселения.

## География
Село находится в восточной части Левобережья, в лесостепной зоне, на левом берегу реки Большой Черемшан, при автодороге 73Р-240, на расстоянии примерно 9 километров (по прямой) к северо-востоку от села Новая Малыкла, административного центра района. Абсолютная высота — 62 метра над уровнем моря.
Климат
Климат характеризуется как умеренно континентальный, с тёплым летом и умеренно холодной зимой. Средняя температура воздуха самого тёплого месяца (июля) — 20 °C (абсолютный максимум — 39 °C); самого холодного (января) — −13,8 °C (абсолютный минимум — −47 °C). Продолжительность безморозного периода составляет в среднем 131 день. Среднегодовое количество атмосферных осадков составляет 406 мм. Снежный покров образуется в конце ноября и держится в течение 145 дней.
Часовой пояс
Село Старая Бесовка, как и вся Ульяновская область, находится в часовой зоне МСК+1. Смещение применяемого времени относительно UTC составляет +4:00.

## История
Первый населенный пункт на территории нынешнего Новомалыклинского района возник в 1664 году на берегу Большого Черемшана, который получил название Бесовки.
Во время Крестьянской войны (1773—1775) восставшие заняли Старую Бесовку, а карательные отряды правит. войск сожгли её. 
В 1780 году, при создании Симбирского наместничества, село Рожественское Бесовка тож, при реке Черемшане, крещеной мордвы, помещичьих крестьян, вошло в состав Ставропольского уезда.

## Население
| 1859 | 1889  | 1897  | 1910  | 2010 |
| ---- | ----- | ----- | ----- | ---- |
| 956  | ↗1656 | ↘1654 | ↗1976 | ↘458 |

Национальный состав
Согласно результатам переписи 2002 года, в национальной структуре населения мордва составляла 64 % из 533 чел., русские — 29 %.

## Известные уроженцы
- Митрофанов, Михаил Васильевич — Герой Социалистического Труда, родился в селе Старая Бесовка[13].